# 和歌山城
和歌山城（わかやまじょう）は、和歌山県和歌山市一番丁にある日本の城（平山城）。徳川御三家の一つ紀州藩紀州徳川家の居城である。城跡は国の史跡に指定されている。

## 概要
和歌山城は和歌山市の中心部に位置する標高48.9mの虎伏山（とらふすやま）山頂に建造され、北部を流れる紀の川を天然の堀とする。本丸の北側に二の丸が配され、その外に大きく三の丸が配された、梯郭式平山城である。
徳川頼宣は1621年（元和7年）より城の大改修と城下町の拡張を始め、計画では完成時より更に大規模な城構えになる予定であったが、大規模な改修であったため幕府より謀反の嫌疑をかけられるほどであった。しかし、附家老安藤直次の弁明で事なきを得た。また、外堀も拡張して総構えにしようとしたが、これも幕府より嫌疑をかけられ中止させられてしまったため、堀止の地名が残っている。後、数度の火災に遭ったが、その度に再建された。現在、城跡として現存しているのは最盛期の4分の1ほどの面積である。
その他、特徴としては時代によって異なる石垣の積み方などがある。それに、豊臣・浅野時代の石垣には刻印された石垣石がある。模様は約170種類、2,100個以上の石に確認されているが、その大半が和泉砂石である。
明治維新後も本丸の天守、櫓群は遺ったが太平洋戦争末期の和歌山大空襲で焼失する。 現在は、本丸と二の丸が市立和歌山城公園となっており、本丸南西部には和歌山県護国神社があり、南の丸には和歌山城公園動物園がある。主に三の丸跡等には和歌山県庁舎、和歌山市役所や和歌山市消防局、和歌山地方裁判所・和歌山家庭裁判所・和歌山地方検察庁をはじめ公的機関や学校、商業施設、オフィス街、和歌山中央郵便局、県立近代美術館・県立博物館などがある。
遺構として石垣、堀をはじめ、公園内には岡口門と土塀、追廻門が現存している。中でも岡口門と土塀は国の重要文化財に指定され、二の丸にある大楠は和歌山県指定天然記念物である。また、大小天守群とそれに続く櫓・門、大手門・一之橋が外観復元されてあるが、老朽化や失われる前の図面が有る事により今後大小天守群、二の丸御殿、西の丸御殿、櫓、門、土塀を木造復元する予定である。

## 歴史・沿革

### 安土桃山時代
豊臣秀吉の弟・豊臣秀長は、1585年（天正13年）の紀州征伐の副将軍として参陣し、平定後に紀伊・和泉の2ヶ国を加増された。当時は「若山」と呼ばれたこの地に秀吉が築城を命じ、自ら「吹上の峰」を城地に選定し縄張りを行った。普請奉行に藤堂高虎、補佐役に羽田正親、横浜良慶を任じ、1年で完成させた。この際に「若山」が「和歌山」と改められている。
1586年（天正14年）、桑山重晴に3万石を与え城代に据えた。重晴は本丸を中心に手直しを行った。1596年（慶長元年）重晴隠居に伴い孫の一晴が城代を継いだ。

### 江戸時代

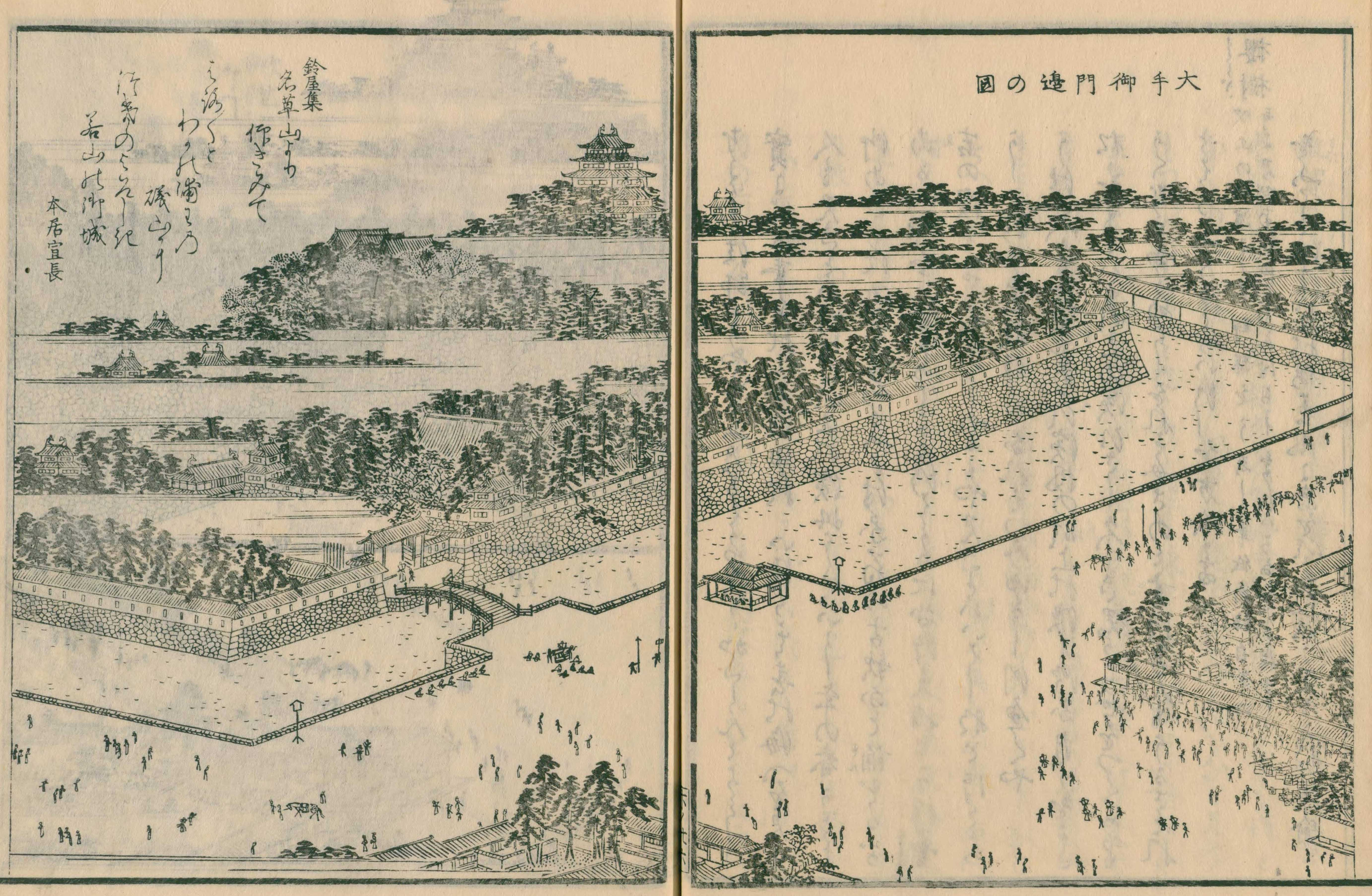
紀伊国名所図会の大手御門辺の図

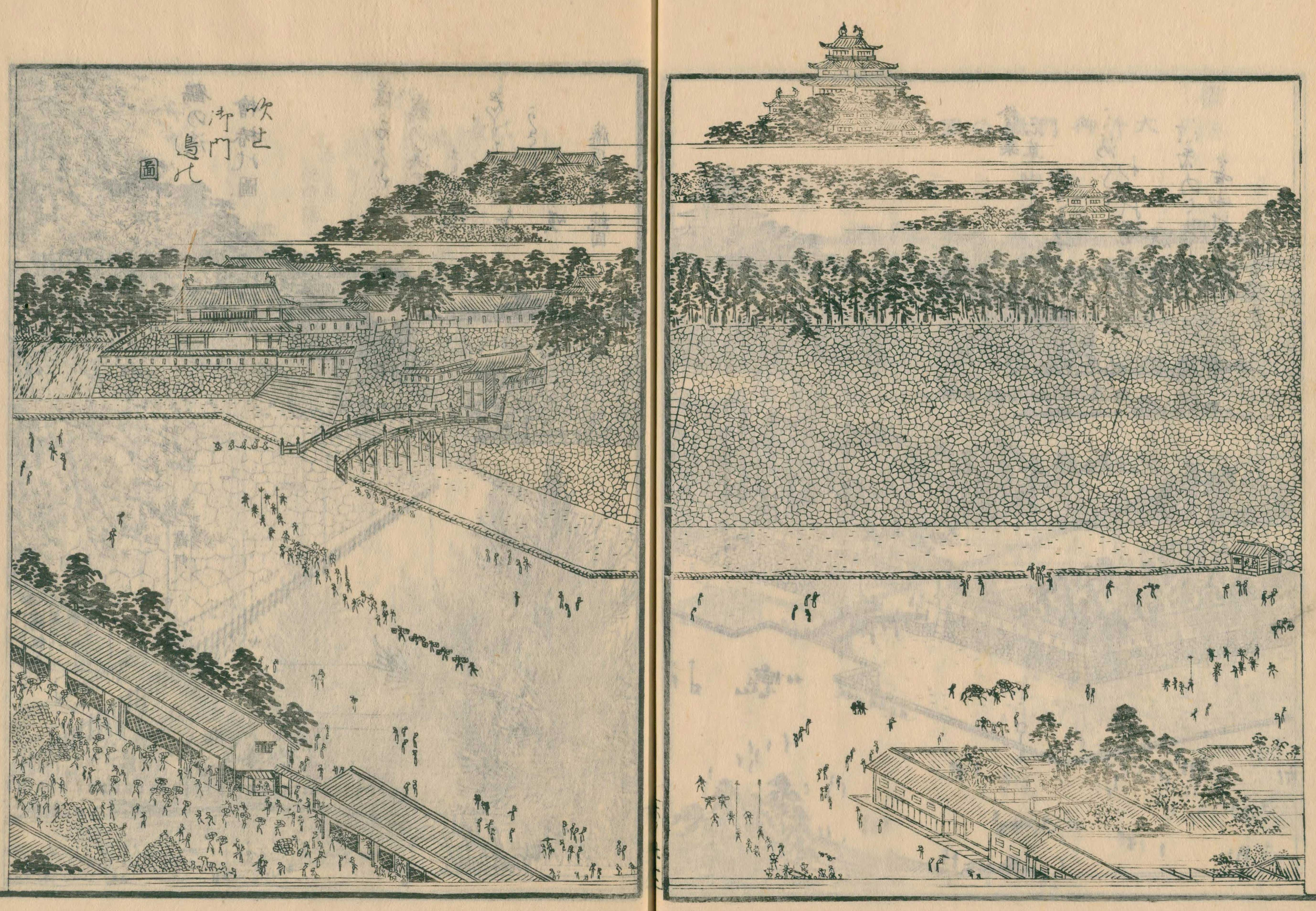
紀伊國名所図会の吹上御門周辺の図

1600年（慶長5年）、関ヶ原の戦いの後、東軍に属した桑山一晴は正式に紀伊和歌山に2万石を与えられたが、まもなくして大和新庄藩に転封となった。その後、同じく東軍に属した浅野幸長が軍功により37万6千石を与えられ紀州藩主となり入城した。幸長も引き続き城の改修を行っている。1605年（慶長10年）頃、下見板張りの天守が建てられた。その後、長晟が土塁から石垣に改修した。
1619年（元和5年）、浅野氏は改易となった福島正則の後、広島藩に加増転封となった。代わって徳川家康の十男・頼宣が55万5千石で入城し、南海の鎮となる御三家の紀州徳川家が成立した。頼宣は兄の2代将軍徳川秀忠より銀5千貫を受領し、これを元手に1621年（元和7年）より城の改修と城下町の拡張を開始した。しかし、この改修が大規模であったため幕府より謀反の嫌疑をかけられるほどであった。
1655年（明暦元年）11月、西の丸に隣接する家臣屋敷より出火。西の丸・二の丸に延焼した。1813年（文化10年）には西の丸大奥より出火し西の丸御殿が全焼した。
1846年（弘化3年）7月26日に雷雨があり、天守曲輪に落雷。御殿を除く大小天守など本丸の主要建造物が全焼した。当時の武家諸法度では天守再建は禁止されていたが、御三家という家格により特別に再建が許可され、1850年（嘉永3年）に大小天守等が再建された。

### 近現代
1871年（明治4年）、全国城郭存廃ノ処分並兵営地等撰定方（廃城令）により廃城となり、多くの建造物が解体もしくは移築された。二の丸御殿は、1885年（明治18年）に大坂城へ移築され、1931年（昭和6年）より大阪市迎賓館（紀州御殿）として使用され、戦後米軍施設として使用中1947年（昭和22年）失火により焼失した。
1901年（明治34年）に本丸・二の丸一帯が、和歌山公園として一般開放された。
1908年（明治41年）城内の二の丸に和歌山県立図書館が開館。
1931年（昭和6年）に国の史跡に指定され、1935年（昭和10年）には、天守など11棟が国宝保存法に基づく国宝に指定された。しかし、1945年（昭和20年）7月9日のアメリカ軍による大規模な戦略爆撃（和歌山大空襲）により天守などの指定建造物11棟すべてを焼失した。
1947年（昭和22年）、昭和天皇が焼け跡を行幸（昭和天皇の戦後巡幸）。
1957年（昭和32年）、岡口門とそれに続く土塀が国の重要文化財に指定された。翌1958年（昭和33年）に天守群が東京工業大学名誉教授・藤岡通夫の指示を受け、鉄筋コンクリートにより再建された。
1983年（昭和58年）には1909年（明治42年）に老朽化し崩壊した大手門と一之橋が復元された。
2006年（平成18年）4月、二の丸と西の丸を結んでいたとされる御橋廊下の復元工事が竣工した。また、同年4月6日、日本城郭協会から日本100名城（62番）に認定された。
2010年（平成22年）6月から、2011年（平成23年）2月にかけて、大天守(1層)や天守曲輪の一部に対し、クリーニング及び再塗装を実施した。
2019年（平成31年）3月8日、都市公園としての名称が和歌山公園から和歌山城公園に変更された。これに伴い、同年4月1日に園内の動物園も和歌山城公園動物園へ改称された。

## 構造

### 本丸
本丸御殿は、虎伏山の頂上付近にあったため、藩主は二の丸御殿に住むようになっていった。初代・徳川頼宣と正室・瑤林院（加藤清正の娘）、14代・徳川茂承と正室・倫宮則子女王（伏見宮邦家親王の娘）が邸宅に定めた。また、倫宮則子女王が住んだため、宮様御殿とも称された。
1621年（元和7年）に造られた本丸庭園には、宝船を模した七福の庭があったが、給水場設置に伴い、1923年（大正12年）に松の丸へ移築された。

### 天守曲輪
天守曲輪は菱形にちかい平面をしており、基壇の面積は2,640m2ある。
- 大天守
- 小天守
- 乾櫓
- 二の門櫓
- 天守二の門（楠門） - 戦災で焼失した天守曲輪で唯一、木造で復元された。
- 台所

#### 天守
天守は大天守と小天守が連結式に建てられ、更に天守群と2棟の櫓群が渡櫓によって連ねられた連立式と呼ばれるものである。姫路城、松山城と並んで日本三大連立式平山城の一つに数えられている。
1850年（嘉永3年）再建当時の大天守は3重3階で、天守台平面が菱形であるため、初重に比翼入母屋破風を用いて2重目以上の平面を整えている。南面に入母屋出窓があり、初重には曲線的な石落としが付けられていた。焼失した天守の創建年は不明であるが、それについては浅野幸長が創建したとする説（1600年（慶長5年）築）と頼宣が創建したとする説（1619年（元和5年）築）がある。創建時は、下見板張りの壁面であったと考えられている。
1847年（弘化4年）に焼失した際、大天守を5重にする案も出され、天守雛形（木組み模型）と図面が作成されたが、幕府への遠慮と財政難のため、構造は先代天守を踏襲し外部壁仕上げを下見板張りから白漆喰総塗籠めへ意匠を変えるにとどまったものとみられている。
天守は国宝（旧国宝）に指定されていたが、和歌山大空襲で焼失し、現在のものは、1850年（嘉永3年）の天守再建時の大工棟梁・水島平次郎の子孫である栄三郎が所蔵していた天守図と『御天守御普請覚張』を参考にして1958年（昭和33年）に再建されたものである。復元には東京工業大学名誉教授藤岡通夫の指示を受け、鉄筋コンクリート構造による外観復元とされた。復元設計にあたり、参考にされていた文献や図には天守群の高さが記入されていなかったため、焼失前に撮影された写真に写る他の建造物との高低比から天守群の高さが算出された。

### 二の丸
初代頼宣と14代茂承以外の藩主は、二の丸御殿に住んでいた。また、二の丸御殿は江戸城本丸御殿を模していたため、表・中奥・大奥に分かれていた。また、大奥があるのは、江戸城・和歌山城・名古屋城のみである。表は紀州藩の藩庁、中奥は藩主が執務を行う普段の生活空間、大奥は藩主の正室や側室たちの居所として機能した。現在、二の丸御殿の表・中奥に相当する場所は広場として開放され、大奥に相当する場所は芝生が養生され整備されている。

### 西の丸
和歌山城西之丸庭園は、江戸時代初期に西の丸御殿とともに造られた日本庭園で、紅葉渓庭園とも呼ばれる藩主の隠居所であった。城の北西麓という地形を活かし、鳶魚閣や二段の滝が設けられている。しかし、戦災で天守などとともに焼失しその後、図面などを基にして1972年（昭和47年）に鳶魚閣が再建されたが、御橋廊下復元の際に再び庭園の池などの調査を行った。それによると、鳶魚閣は実際には現在の場所ではなく、池の中央付近にあったと推測されている。また、松下幸之助から茶室紅松庵が寄贈されている。西の丸庭園は、江戸時代初期の遺構を残す大名庭園として、国の名勝に指定されている。
また、鶴の渓門跡に浅野時代の鶴の渓庭園跡がある。西の丸庭園前の山吹谷は、徳川時代までは水堀であった。

### 御橋廊下
藩主が生活している二の丸と、庭園がある西の丸をつなげる傾斜のある橋。藩主が移動するのを気づかれないために、壁付になっていた。江戸時代の図面をもとに木造復元されており、実際に通ることができる。

### 三の丸
紀州藩の重臣である水野家や安藤家、三浦家などの上流藩士の邸宅が建ち並んでいた。廃藩置県の後は、公的機関や学校、商業施設、オフィス街になっている。

### 御蔵の丸
東堀沿いの石垣には、かつて多聞櫓が建てられていたため、城兵の昇降用の長大な雁木が残っている。

### 松の丸
松の丸櫓台から初代・頼宣が紀州富士（龍門山）を眺め、故郷の駿河国を偲んだといわれている。

### 城門
岡口門
浅野時代には大手門であったが、浅野時代の後期に大手門から搦手門として修復された。1621年（元和7年）に徳川頼宣が行った城の大改修の際に再建された櫓門が現存している。現在の門櫓は切妻屋根であるが当初は、門櫓の両側に続櫓があった。
追廻門
砂の丸の乗馬調練場と門外の扇の芝馬場を結ぶ門である。馬を追い回したことからそう呼ばれた。姫路城などに見られる旧型の高麗門である。1984年（昭和59年）から翌1985年（昭和60年）にかけての解体修理により、江戸時代には朱が塗られていたことが分かり、赤門であったと見られている。
赤門は御守殿（三位以上の大名家に嫁いだ徳川将軍家の娘）の住む御殿の門として建てられる、または御守殿を迎えた折りに門を赤く塗られたものをいうが、和歌山城の場合は二の丸の「御座の間」（藩主の居所）から見たとき裏鬼門（坤（南西））の方角に当たるため、魔除けのために赤く塗られたと推測されている。
京橋門
大手門（一之橋門）から北に伸びたところにあった櫓門。北堀（現・市堀川）に面しており、物見櫓もあったとされる。京橋の側に石碑が建つ。
本町門
京橋からさらに北にあり、真田堀に面したところにあった櫓門で城下町の境としていた。参勤交代の際は必ずこの門を通ったという。
不明門
「あかずの門」とも言われ、急を要する場合のみ開かれ、通常は閉じられたままであったという。和歌山城南側の三年坂に面した場所にあり、現在は和歌山城駐車場のゲートが置かれている。
吹上門
旧中消防署の前にあったとされる門。西側には吹上御門もあったとされるが明治期に埋め立てられた。現在、鳥居が建っている。

#### 石垣
時代により石材や積み方の技法が異なっている。

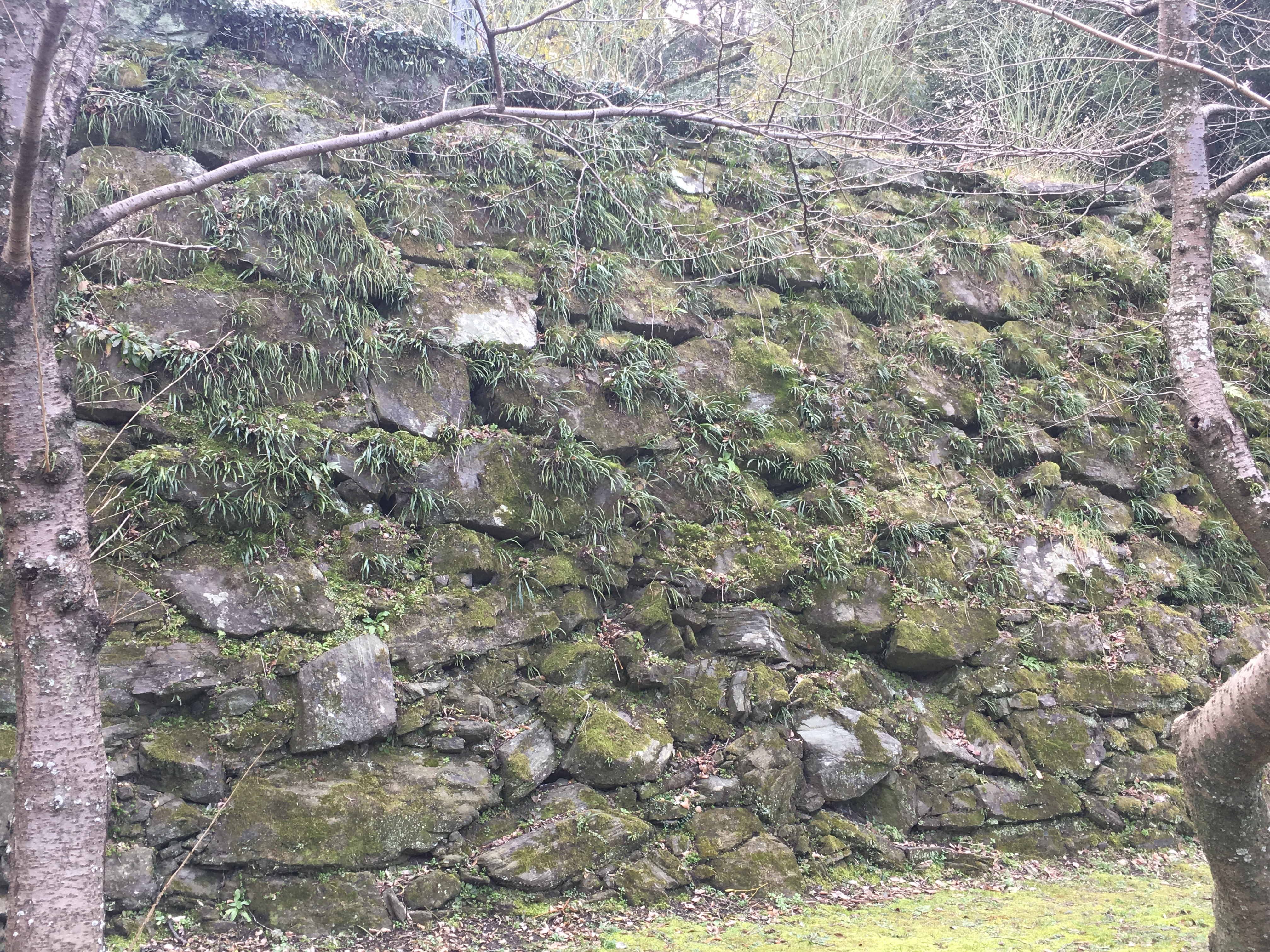
和歌山城の石垣（野面積み）

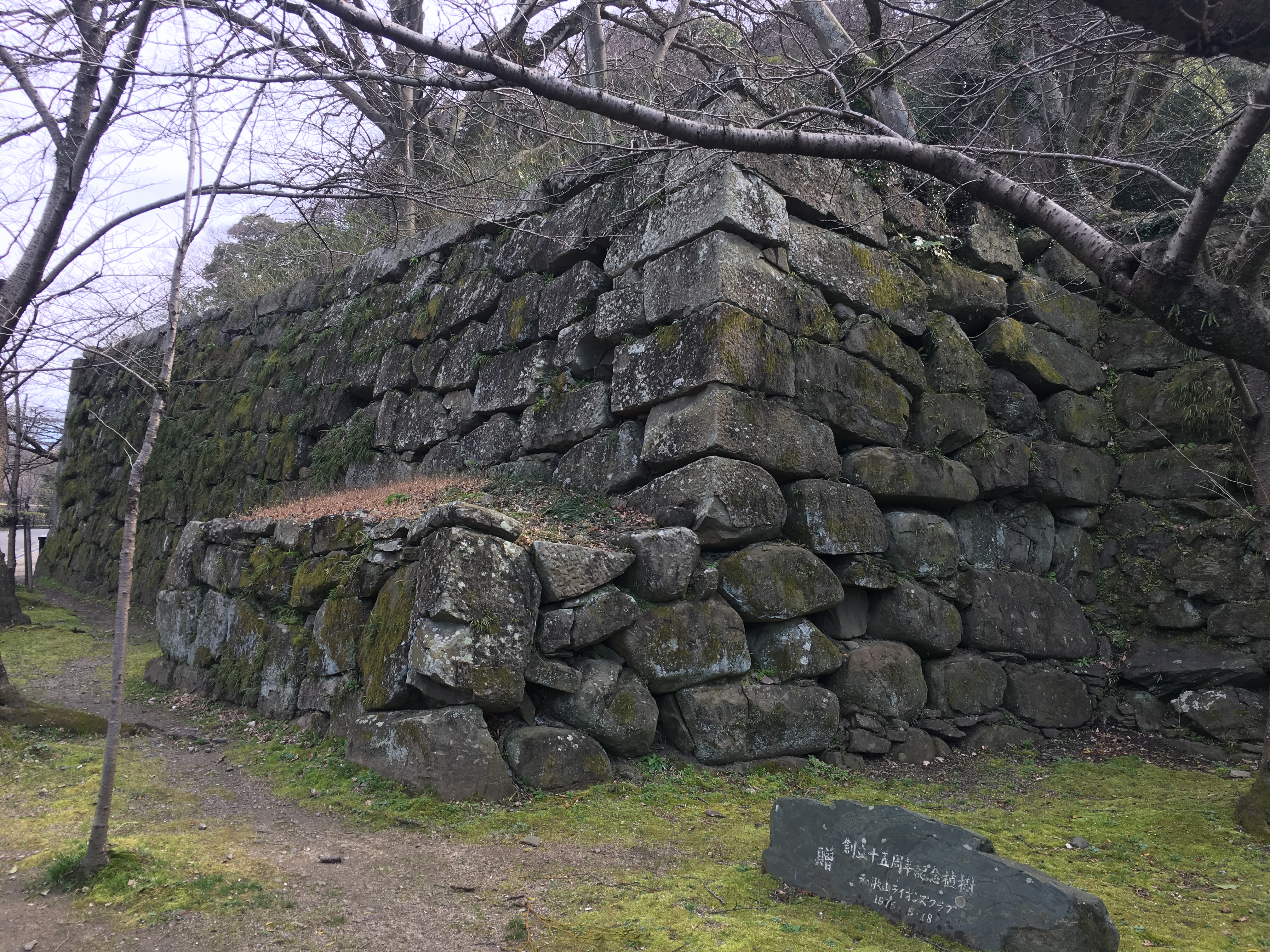
和歌山城の石垣（打込みハギ）

豊臣秀長の時代は緑色片岩を中心とした自然石を切り出してそのまま積んだ「野面積み」の石垣が作られた。
浅野幸長の時代には、友ヶ島等に石切場を整備し、石を打ち欠いて加工しはぎ合わせて積む「打込みハギ」の石垣が作られた。
徳川期には熊野の花崗斑岩を用いて、切石で精密に積んだ「切込みハギ」の石垣が作られた。

## 文化財

### 重要文化財
- 岡口門（附：土塀）

### 市指定文化財
- 追廻門

### 国指定史跡
- 和歌山城

### 国指定名勝
- 和歌山城西之丸庭園（紅葉渓庭園）

### 県指定天然記念物
- 一の橋の樟樹

### 焼失した文化財
以下の建造物は、国宝保存法に基づく国宝（文化財保護法における「重要文化財」に相当）に指定されていたが、1945年（昭和20年）7月9日、戦災で焼失した。
- 大天守
- 小天守
- 北西隅櫓
- 西南隅櫓
- 楠門（櫓門）
- 北東多門（単層櫓）
- 北西多門（単層櫓）
- 西多門（単層櫓）
- 南多門（単層櫓）
- 東倉庫
- 西倉庫

## ギャラリー

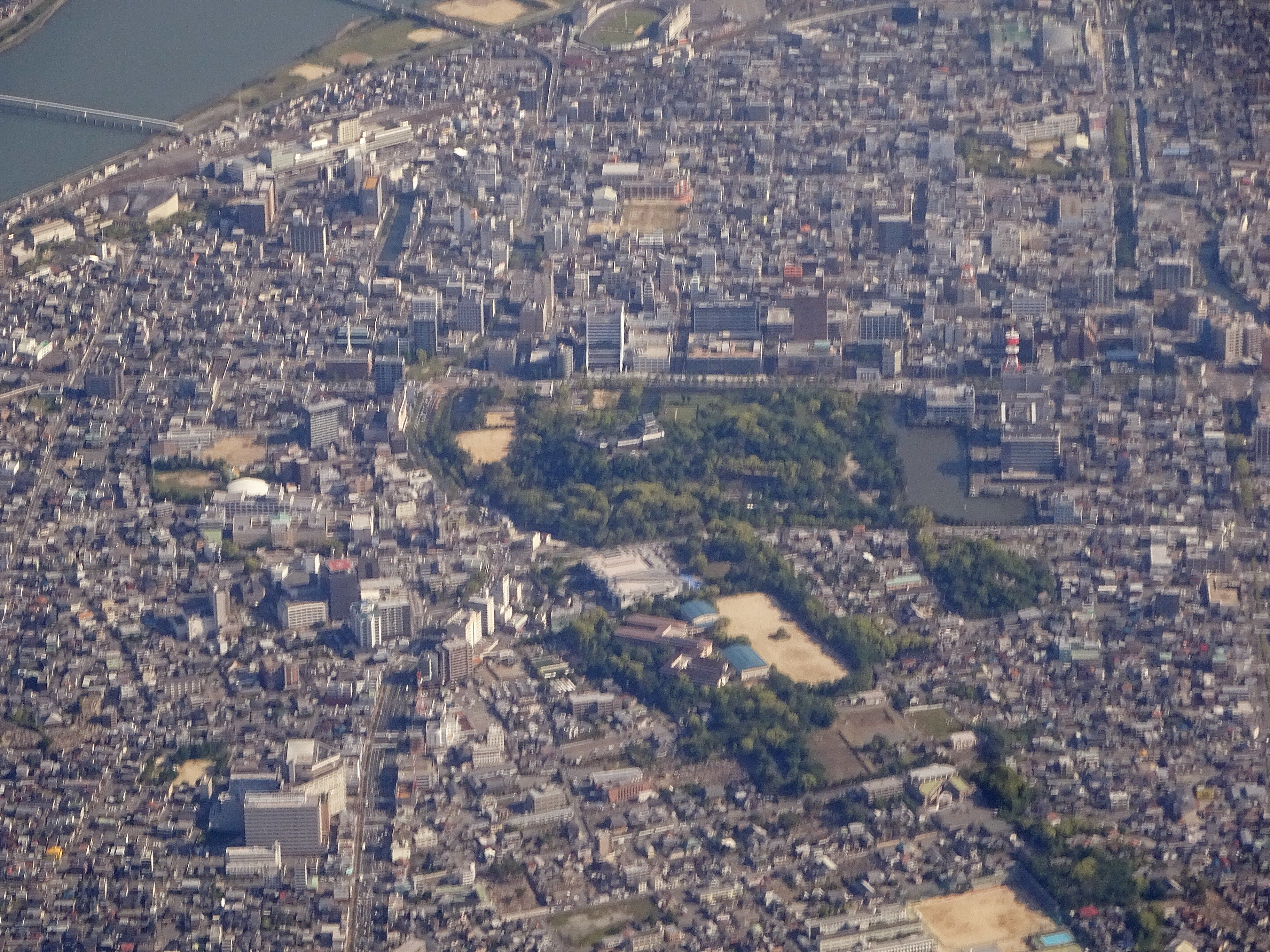
和歌山城を空撮
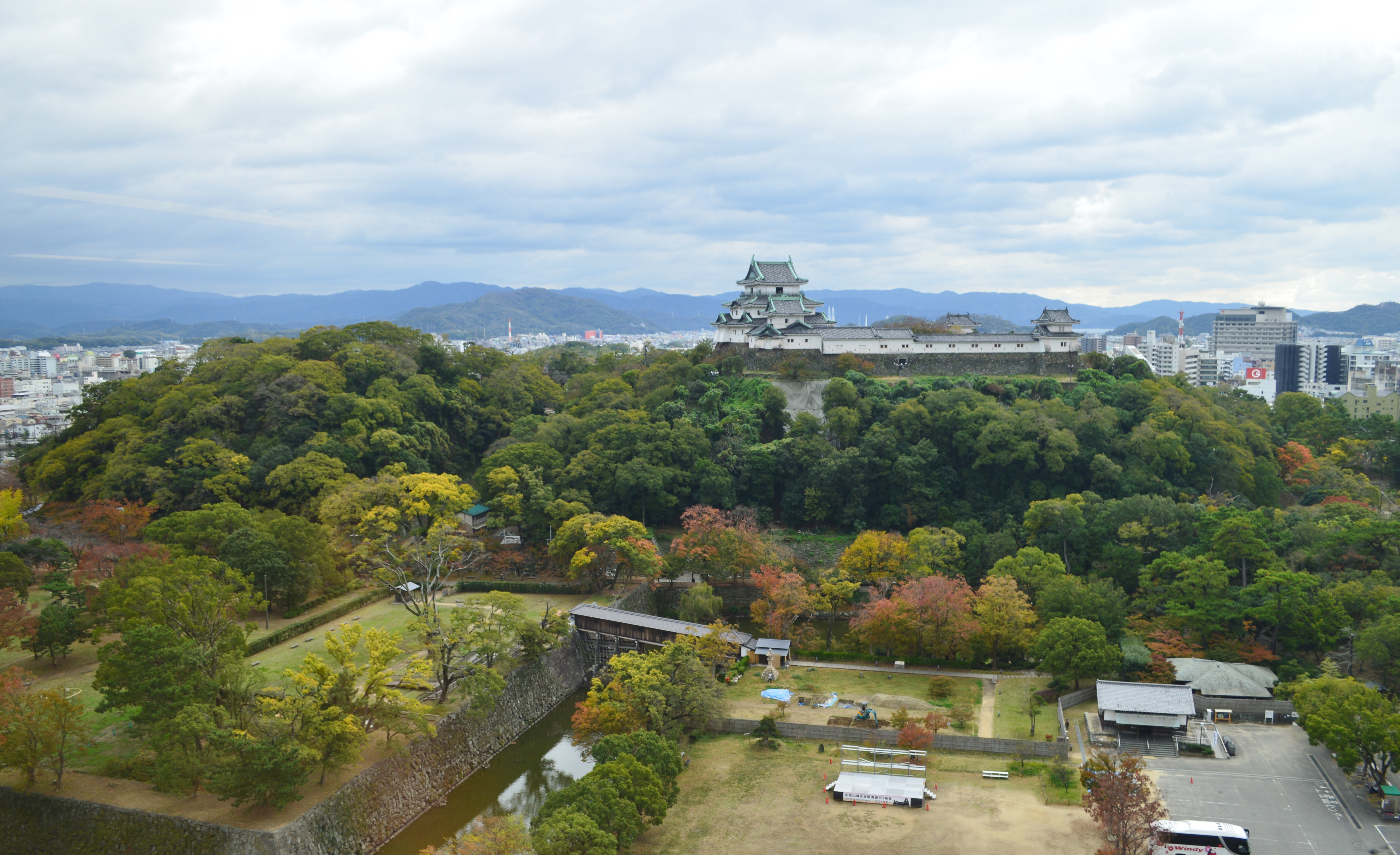
全景（和歌山市役所から望む）
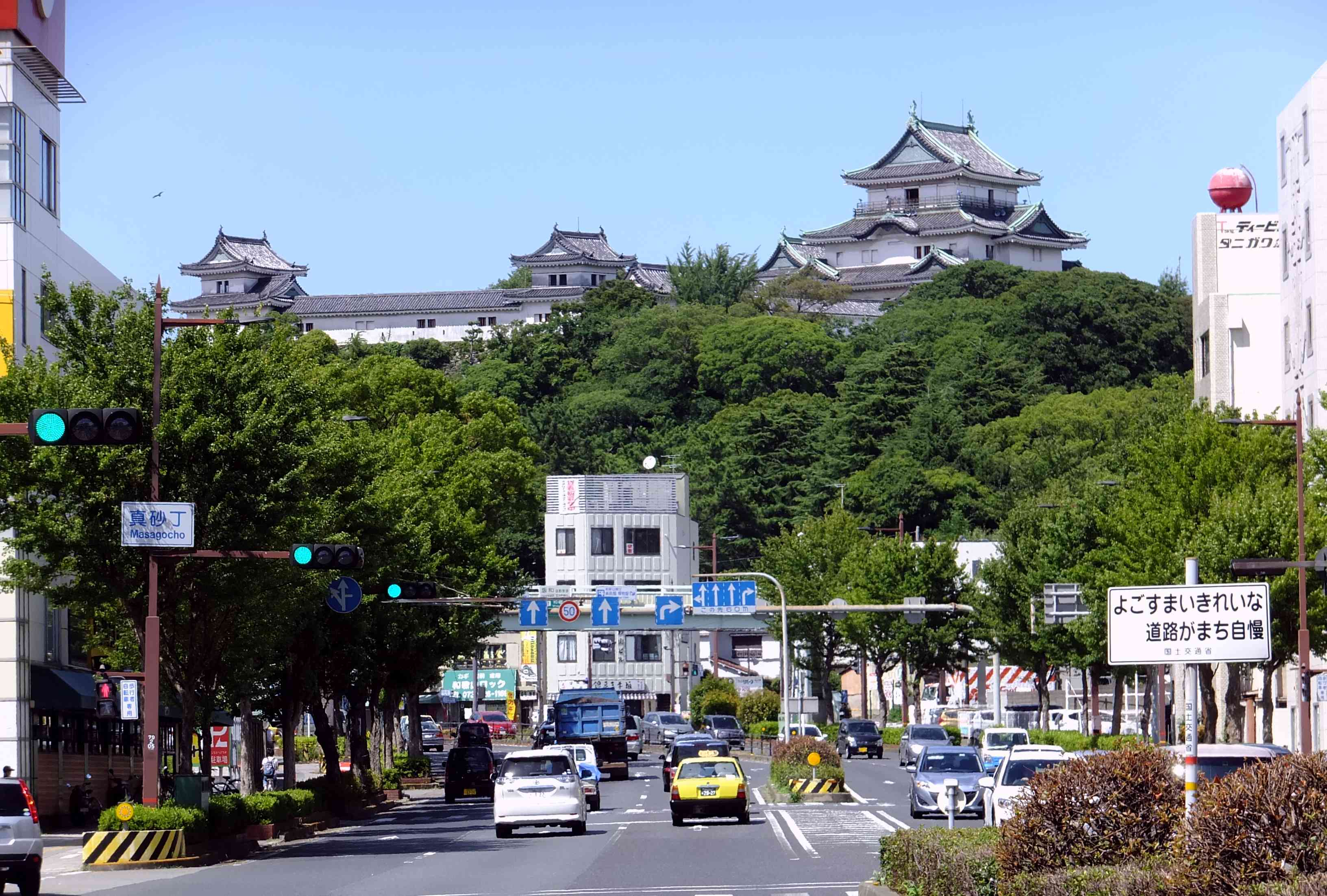
天守（城下から望む）
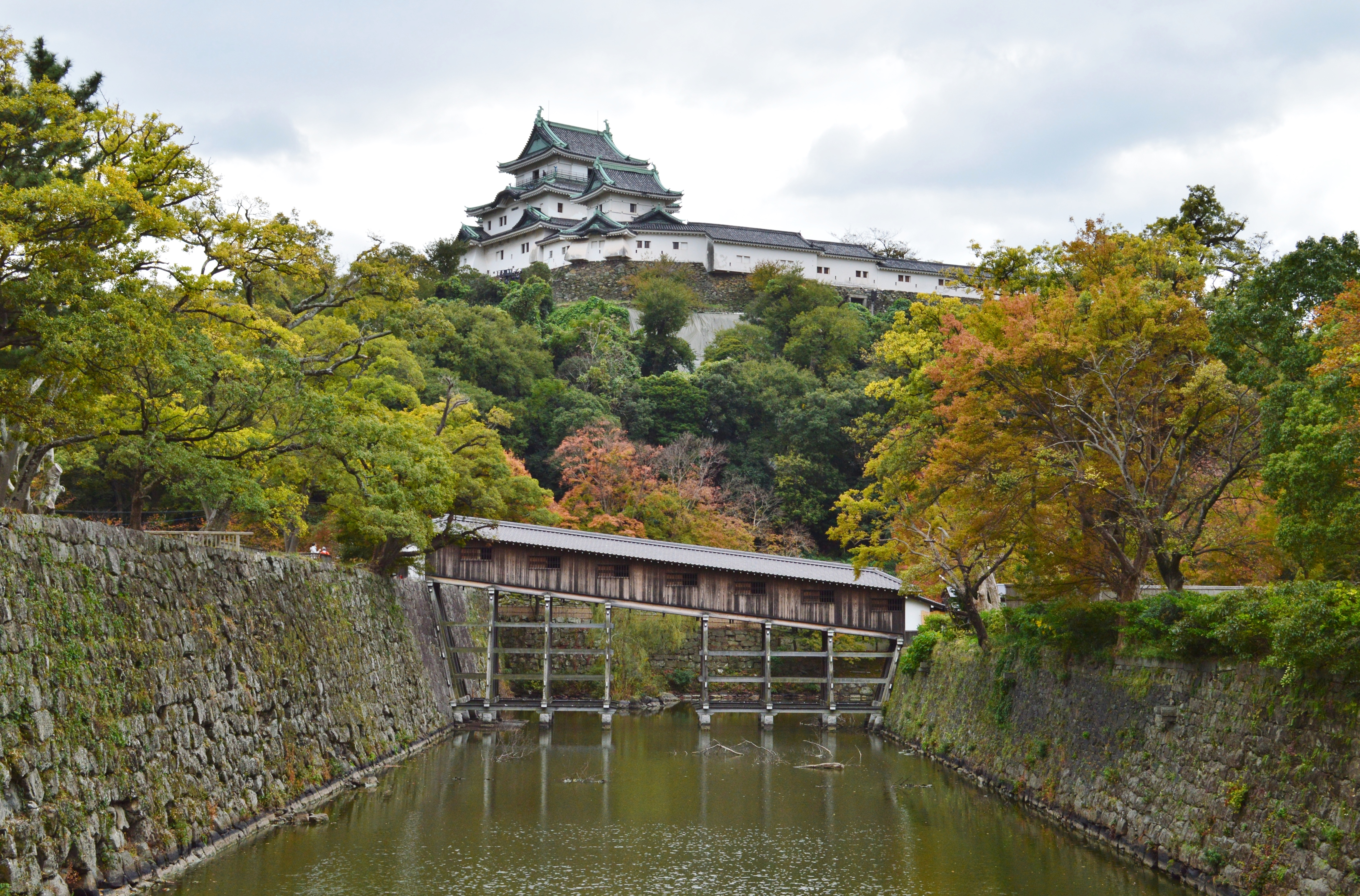
御橋廊下と天守
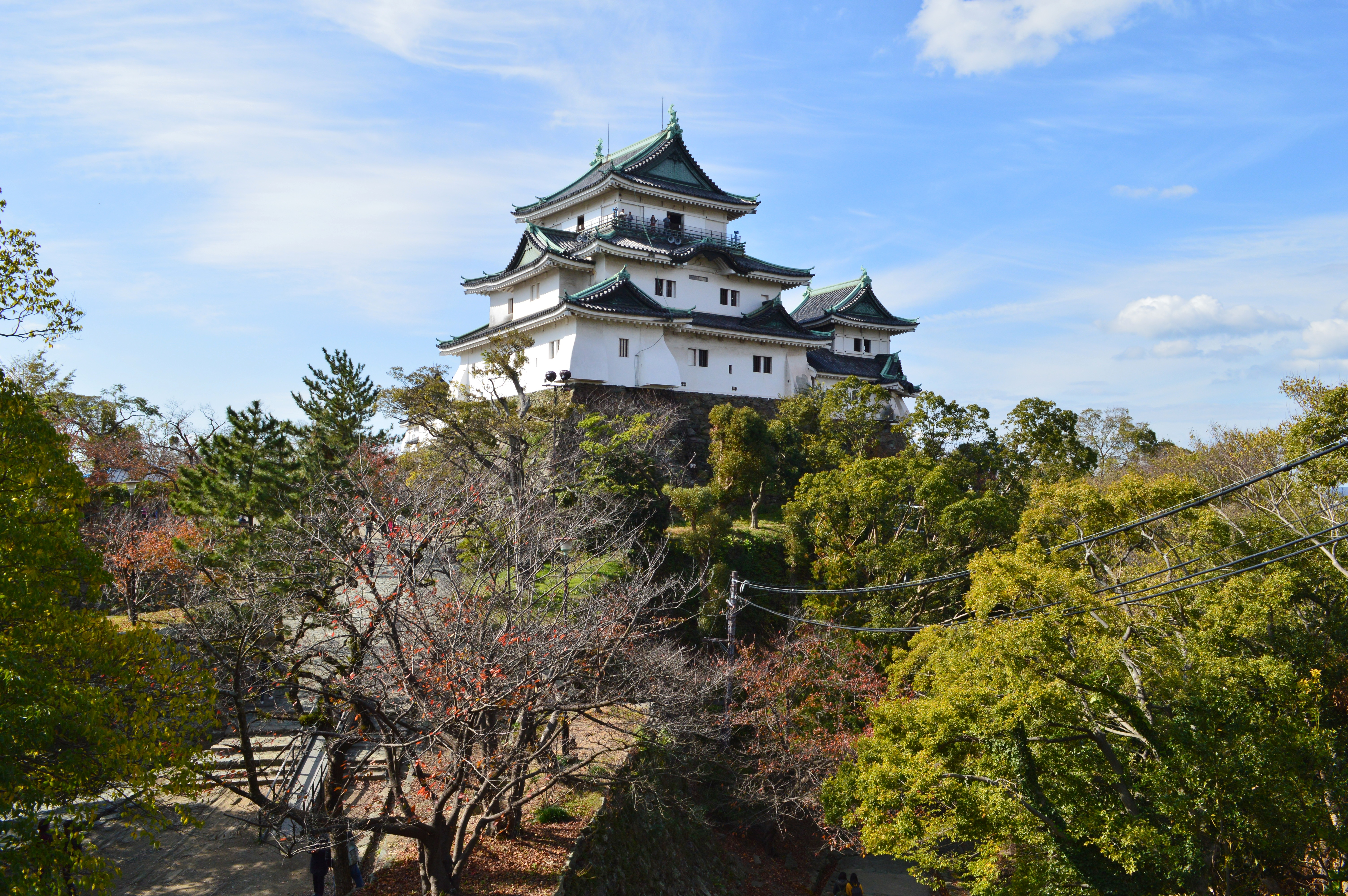
天守（本丸御殿跡から望む）
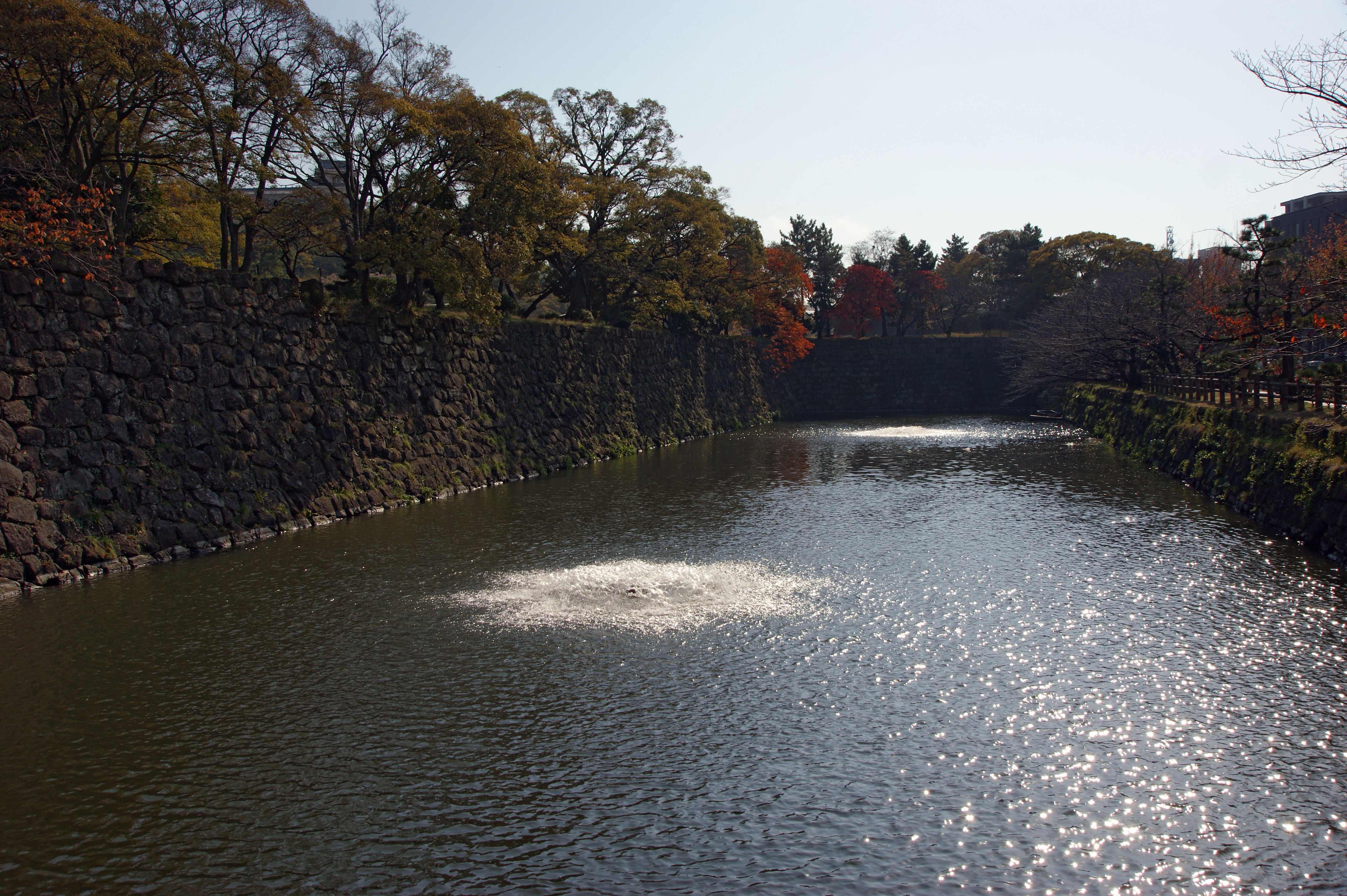
堀
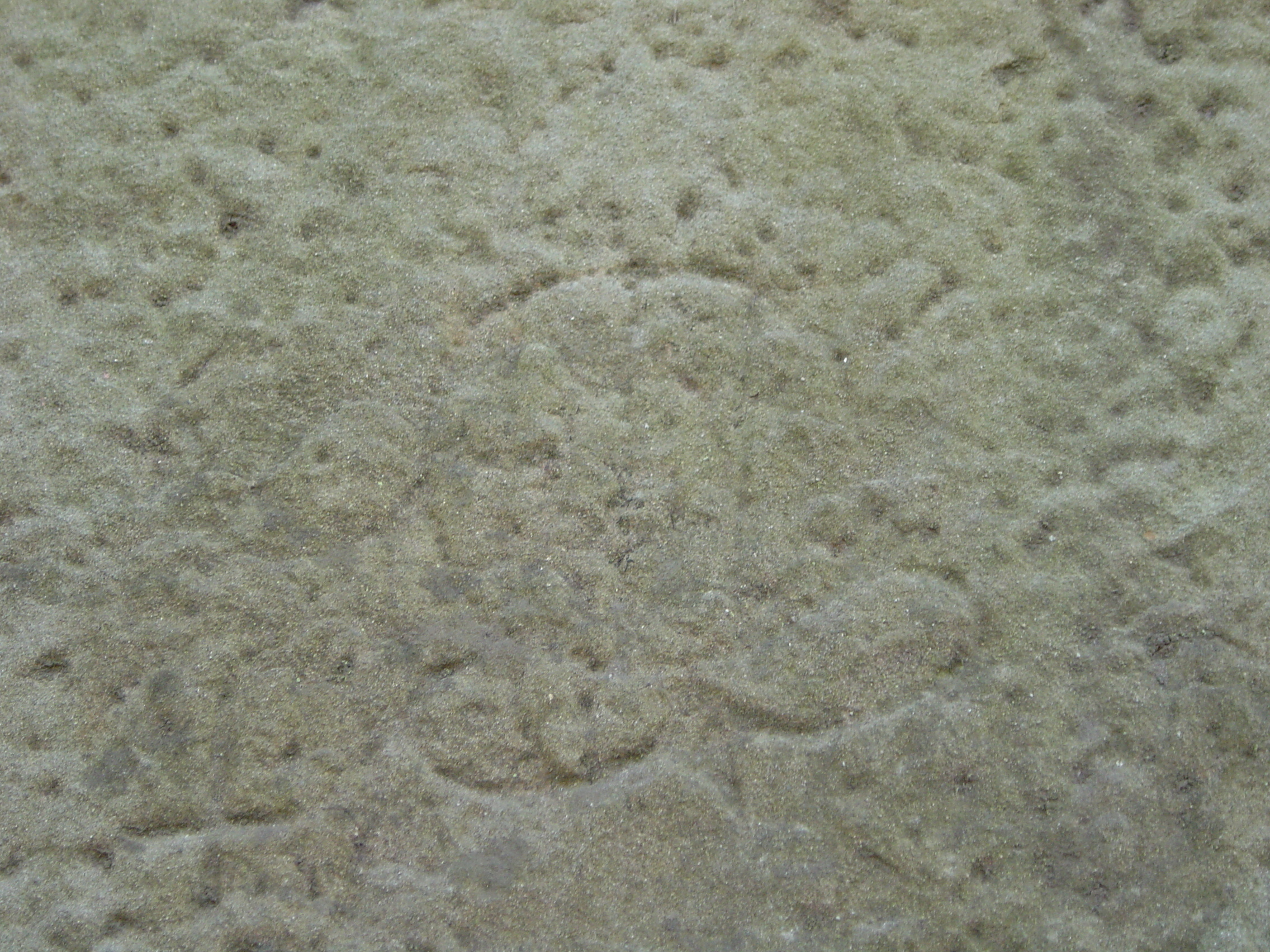
城内で他に例を見ない、桃の刻印
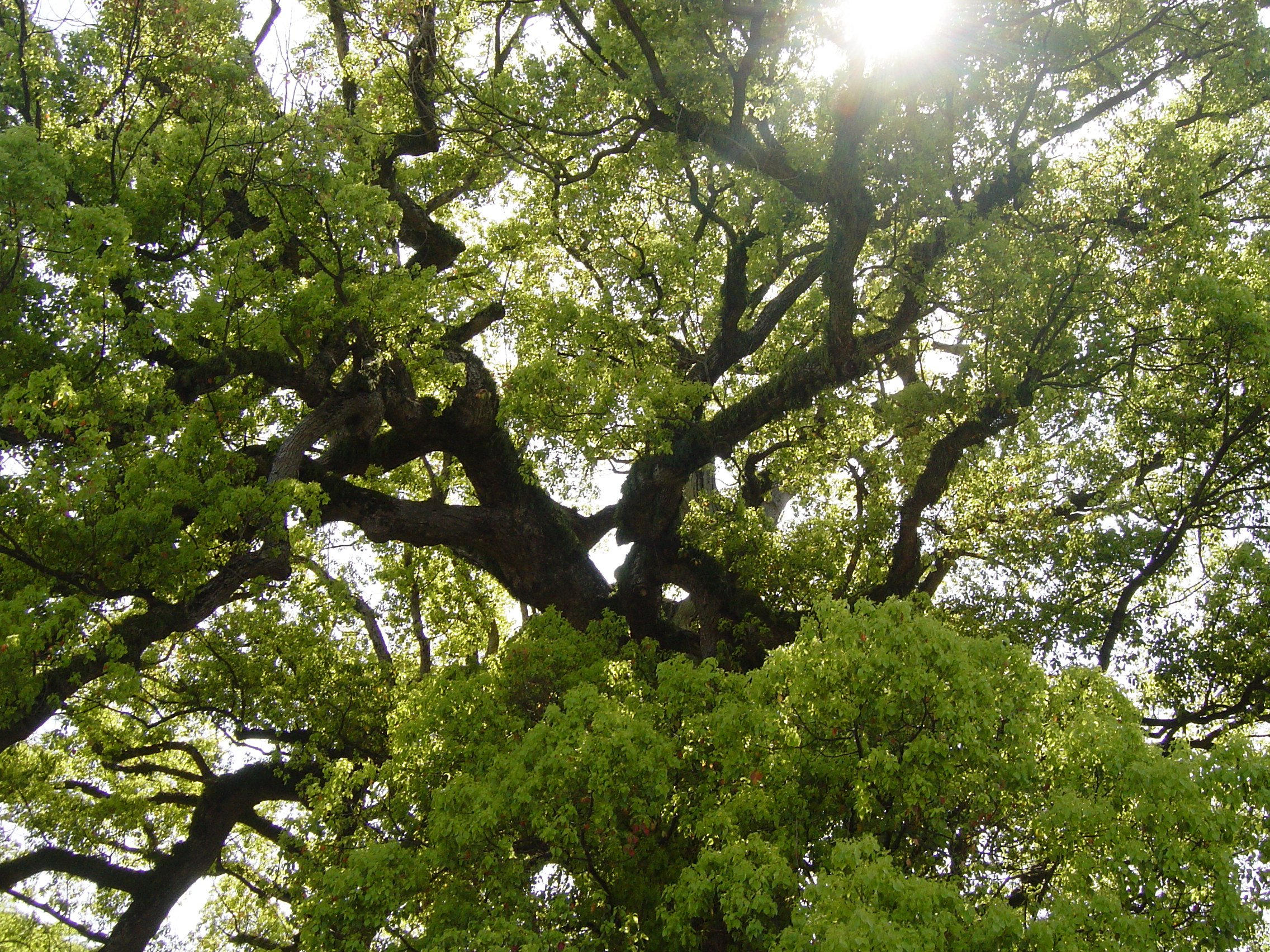
県指定天然記念物・大楠

## 現地情報

### 交通アクセス
- 南海本線・紀勢本線「和歌山市駅」徒歩10分ほど。
- JR西日本・和歌山電鐵「和歌山駅」→和歌山バス『和歌山城前』下車、徒歩。

2012年度から高齢者や足の不自由な障害者向けに、天守入り口まで電動車いすで案内するスタッフを常駐させる。

### 周辺
- 和歌山城ホール
- 和歌山県庁舎
- 和歌山市役所
- 和歌山県立近代美術館
- 和歌山県立博物館
- 和歌山中央郵便局
- 岡山の時鐘堂
- 無量光寺 - 首大仏の寺

## その他

### 姉妹城
- 大坂城 - 1985年（昭和60年）11月2日提携

### 松下（パナソニック）との関係
和歌山城再建の際、松下幸之助（和歌山市出身）は最も多額の寄附をした。市の側でも松下の寄附を期待しており、「二ノ丸」の復原を依頼しようとしていたが、「寄付をするので天守閣にナショナルの看板を掲げさせてほしい」と冗談を交えて和歌山市に打診したという。

### 時代劇・童謡
『水戸黄門』、『暴れん坊将軍』、『影武者徳川家康』、『徳川風雲録 八代将軍吉宗』、『天下騒乱〜徳川三代の陰謀』、『逃亡者おりん』などの時代劇を中心に撮影が行われている。中でも徳川家や吉宗に関するものは多い。
紀州の殿様を謡った童謡『まりと殿様』（作詞：西条八十、作曲：中山晋平）が城内のチャイムに使われており、八十直筆の歌碑が天守前広場に設置されている。再建50周年の城郭整備基金の寄付証書としても発行された。

### チャイム
『まりと殿様』のチャイムは午前7時、午前9時、正午、午後3時、午後5時、午後9時、の1日計6回鳴らされる。午後9時のみドボルザーク交響曲第9番「新世界より」の第2楽章「家路」をアレンジしたチャイムである。この「家路」チャイムはかつて午後10時に鳴らされていたが、近隣住民からの苦情に伴い2010年頃を境に取りやめた。2018年5月8日より午後9時チャイムの「まりと殿様」を代替する形で復活した。